# Corymbia ferriticola
Corymbia ferriticola är en myrtenväxtart som först beskrevs av Murray Ian Hill Brooker och Walter Brian Edgecombe, och fick sitt nu gällande namn av Kenneth D. Hill och Lawrence Alexander Sidney Johnson. Corymbia ferriticola ingår i släktet Corymbia och familjen myrtenväxter. Inga underarter finns listade i Catalogue of Life.